# Paraskowijiwka (rejon bachmucki)
Paraskowijiwka (ukr. Парасковіївка) – wieś na Ukrainie, w obwodzie donieckim, w rejonie bachmuckim, w hromadzie Sołedar. W 2001 liczyła 2807 mieszkańców, spośród których 2166 wskazało jako ojczysty język ukraiński, 622 rosyjski, 2 mołdawski, 8 białoruski, 6 ormiański, 1 grecki, a 2 inny.